# Hôtel Chevanney
L'hôtel Chevanney est un hôtel particulier situé à Besançon dans le département du Doubs.
La façade sur la rue fait l’objet d’une inscription au titre des monuments historiques depuis le 30 septembre 1937.

## Localisation
L'édifice est situé au 11 Grande-Rue dans le secteur de La Boucle de Besançon.

## Histoire
En 1582, l'hôtel est édifié pour Jean Chevanney des Daniel.
Vers 1730, d'importants travaux permettent, entre autres, la surélévation d'un étage supplémentaire à l'identique.
Au XIXe siècle, le bâtiment sur rue est surélevé d'un étage supplémentaire.

## Architecture et décorations
Le bâtiment sur la rue est en pierre de taille et sa façade est rythmée par des frontons en arc de cercles et triangulaires. La façade sur cour possède les gravures des armoiries de Jean Chevanney et de sa femme Louise Vauldret. Le bâtiment possède également deux expressions latines (Dieu donne à qui il veut, Mon Dieu ne dédaignez pas un cœur contrit et humilié).